# Olive Deering
Olive Deering, nata Olive Corn (New York, 11 ottobre 1918 – New York, 22 marzo 1986), è stata un'attrice statunitense.

## Biografia
Attiva dagli anni trenta fino a metà degli anni sessanta, Olive Deering fece il suo debutto teatrale nel 1933 con una particina nella commedia Ragazze in uniforme. Negli anni successivi recitò in molti successi di Broadway come Winged Victory di Moss Hart, nel Riccardo II di Shakespeare, accanto a Maurice Evans, e ricevette unanimi consensi per la sua interpretazione nel dramma Improvvisamente l'estate scorsa di Tennessee Williams.
Sul grande schermo apparve, fra gli altri, nel dramma carcerario Prima colpa (1950) e nel kolossal Sansone e Dalila (1949), nel ruolo di Miriam, la ragazza danita che si innamora di Sansone (Victor Mature). Successivamente apparve in un altro celebre kolossal di DeMille, I dieci comandamenti (1956), questa volta nel ruolo della biblica Miriam, sorella di Mosè (Charlton Heston).
La Deering partecipò inoltre a molti programmi radiofonici, lavorando in molti serial, e recitando in oltre 200 programmi televisivi. Una delle sue ultime apparizioni sul piccolo schermo fu in un episodio della serie L'ora di Hitchcock, nel 1965.
Morì di cancro nel 1986 a New York, all'età di 67 anni, e venne sepolta nel cimitero di Kensico, Valhalla, New York. Divorziata dal regista Leo Penn, senza figli, lasciò solo il fratello che le sopravvisse, l'attore Alfred Ryder.

## Filmografia parziale

### Cinema
- Barriera invisibile (Gentleman's Agreement), regia di Elia Kazan (1947)
- Air Hostess, regia di Lew Landers (1949)
- Sansone e Dalila (Samson and Delilah), regia di Cecil B. DeMille (1949)
- Prima colpa (Caged), regia di John Cromwell (1950)
- I dieci comandamenti (The Ten Commandments), regia di Cecil B. DeMille (1956)
- Elettroshock (Shock Treatment), regia di Denis Sanders (1964)
- Howzer, regia di Ken Laurence (1973)

### Televisione
- Climax! – serie TV, episodio 4x26 (1958)
- Le grandi fiabe (Shirley Temple's Storybook) – serie TV, episodi 1x08, 1x11 (1958)
- Johnny Staccato – serie TV, episodio 1x27 (1960)
- Outlaws – serie TV, episodio 2x21 (1962)
- Ben Casey – serie TV, episodio 2x28 (1963)
- L'ora di Hitchcock (The Alfred Hitchcock Hour) - serie TV, episodio 3x16 (1965)

## Doppiatrici italiane
- Dhia Cristiani in Sansone e Dalila
- Paola Veneroni in Prima colpa
- Miranda Bonansea in I dieci comandamenti